# Spoorlijn Saint-Vincent-des-Landes - Massérac
De spoorlijn Saint-Vincent-des-Landes - Massérac was een Franse spoorlijn van Saint-Vincent-des-Landes naar Massérac. De lijn was 33,5 km lang en heeft als lijnnummer 464 000.

## Geschiedenis
De lijn werd geopend door de Compagnie des chemins de fer de l'Ouest op 11 april 1881. Reizigersverkeer werd opgeheven op 9 januari 1939, goederenvervoer werd opgeheven op 18 mei 1952. Daarna is de lijn opgebroken.

## Aansluitingen
In de volgende plaatsen is of was er een aansluiting op de volgende spoorlijnen:
Saint-Vincent-des-Landes
RFN 460 000, spoorlijn tussen Sablé en Montoir-de-Bretagne
Coismo
RFN 465 000, spoorlijn tussen Beslé en Blain
Massérac
RFN 468 000, spoorlijn tussen Rennes en Redon